# Поворино
Поворино (рус. Поворино) град је у Русији у Вороњешкој области.

## Становништво
| 1939.  | 1959.  | 1970.  | 1979.  | 1989.  | 2002.  | 2010.  |
| ------ | ------ | ------ | ------ | ------ | ------ | ------ |
| 10.817 | 19.274 | 20.591 | 19.624 | 19.450 | 18.342 | 17.692 |